# Nouhou Tolo
Nouhou Tolo (* 23. Juni 1997 in Douala) ist ein kamerunischer Fußballspieler. Der Abwehrspieler steht beim US-amerikanischen Franchise Seattle Sounders unter Vertrag.

## Karriere

### Vereine
Nouhou begann seine Karriere im Seniorenbereich 2015 in seiner Heimat bei Rainbow Bamenda, wo er eine Saison spielte. Ein Vertragsstreit über seine Transferrechte blockierte zunächst seinen Transfer in die Vereinigten Staaten. Im Januar 2017 unterschrieb Nouhou einen Vertrag bei den Seattle Sounders.
Zunächst wurde Nouhou in Seattles zweiter Mannschaft in der zweitklassigen USL Championship eingesetzt. 2017 hatte er seinen ersten Einsatz in der Major League Soccer. Am 9. Dezember 2017 wurde er bei der 0:2-Niederlage im Finale der MLS gegen den Toronto FC beim Stand von 0:1 in der Nachspielzeit für Joevin Jones eingewechselt. Ab der Spielzeit 2018 rückte er dauerhaft in die erste Mannschaft auf und spielte noch sporadisch bis 2019 für die nunmehr unter dem Namen Tacoma Defiance firmierende Zweitvertretung in der USL.
In der Saison 2019 gewann er mit Seattle die Meisterschaft in der MLS, kam in Finalspiel gegen den Toronto FC jedoch nicht zum Einsatz. Sein bislang größter sportlicher Erfolg auf Vereinsebene war der Gewinn der CONCACAF Champions League 2022. Nouhou stand in beiden Finalspielen gegen die UNAM Pumas aus Mexiko auf dem Platz, musste im Rückspiel jedoch bereits nach elf Minuten verletzungsbedingt ausgewechselt werden.

### Nationalmannschaft
Tolo nahm an der U-20-Fußball-Afrikameisterschaft 2017 in Sambia teil. Bei der 1:3-Niederlage im ersten Gruppenspiel gegen Südafrika wurde er als Linksverteidiger aufgestellt. Kamerun schied als Gruppendritter nach der Vorrunde aus.
Sein Debüt für die kamerunische A-Nationalmannschaft gab er am 11. November 2017 beim 2:2 im letzten Qualifikationsspiel zur Fußball-Weltmeisterschaft 2018 gegen Sambia.
Tolo wurde in den kamerunischen Kader beim Afrika-Cup 2022 berufen. Er kam in allen Spielen des Turniers mit Ausnahme des Spiels um den dritten Platz gegen Burkina Faso zum Einsatz.
Anlässlich der Fußball-Weltmeisterschaft 2022 in Katar nominierte ihn Nationaltrainer Rigobert Song für das kamerunische Aufgebot. Dort stand er im ersten Gruppenspiel gegen die Schweiz in der Startformation.

## Erfolge
- MLS Cup: 2019
- CONCACAF Champions League: 2022